# Bernd Stenzig
Bernd Stenzig (* 1943 in Hamburg) ist ein deutscher Germanist und Kunsthistoriker.

## Leben
Er studierte deutsche Sprache und Literatur, Geschichte, Philosophie und Pädagogik in Hamburg. Nach seiner Habilitation (2006) war er Privatdozent am Institut für Germanistik der Universität Hamburg. Von 1994 bis 2013 war er Vorsitzender des Kuratoriums der Worpsweder Kunststiftung Friedrich Netzel (Worpsweder Kunsthalle). Seit 1994 ist er Mitglied der Gesellschaft für bedrohte Völker.
Zu seinen wissenschaftlichen Schwerpunkten gehören Literatur und bildende Kunst der Jahrhundertwende sowie interkulturelle Literaturwissenschaft, insbesondere Migranten- und Reiseliteratur.

## Schriften (Auswahl)
- Heinrich Vogeler, vom Romantiker zum Revolutionär. Ölbilder, Zeichnungen, Grafik, Dokumente von 1895–1924. 23. Juni–1. August 1982. Lilienthal-Worphausen 1982, OCLC 258069065.
- Heinrich Vogeler. Eine Bibliographie der Schriften. Lilienthal 1994, ISBN 3-89299-177-4.
- Rilke und Vogeler. Irreführungen in Klaus Modicks „Konzert ohne Dichter“. Berlin 2016, ISBN 3-928589-32-6.
- Das Märchen vom lieben Gott. Heinrich Vogelers Friedensappell an den Kaiser im Januar 1918. Bremen 2018, ISBN 3-943425-59-2.